# Elecciones federales de 1967 en Chihuahua
Las elecciones federales en Chihuahua de 1967 se llevaron a cabo el domingo 2 de julio de 1967, y en ellas se renovaron los siguientes cargos de elección popular:
- 7 diputados federales. Miembros de la cámara baja del Congreso de la Unión. Seis elegidos por mayoría simple y uno por mediante un sistema de listas (Diputado de Partido) para un periodo de tres años a partir del 1 de septiembre de 1967 sin posibilidad de reelección para el periodo inmediato.

## Resultados electorales

### Diputados federales por Chihuahua

#### Diputados electos
| Candidato                   | Partido | Distrito   | Tipo de elección |
| --------------------------- | ------- | ---------- | ---------------- |
| Mariano Valenzuela Ceballos |         | Distrito 1 | Mayoría relativa |
| Pablo Picharra Esparza      |         | Distrito 2 | Mayoría relativa |
| Guillermo Quijas Cruz       |         | Distrito 3 | Mayoría relativa |
| Armando B. Chávez           |         | Distrito 4 | Mayoría relativa |
| Everardo Escárcega López    |         | Distrito 5 | Mayoría relativa |
| Armando Bejarano Pedroza    |         | Distrito 6 | Mayoría relativa |
| Octavio Corral Romero       |         | Distrito 1 | Partido          |

#### Resultados
|  | 23.01 % |

|  | 75.54 % |

|  | 1.42 % |

|  | 0.01 % |

|  | 0.02 % |

|  | 100.00 % |

##### Distrito 1: Chihuahua
|  | 26.22 % |

|  | 71.91 % |

|  | 1.77 % |

|  | 0.00 % |

|  | 0.10 % |

|  | 100.00 % |

|  | 0.00 % |

|  | 46.64 % |

|  | 53.36 % |

##### Distrito 2: Hidalgo del Parral
|  | 25.08 % |

|  | 73.89 % |

|  | 0.98 % |

|  | 0.05 % |

|  | 0.01 % |

|  | 100.00 % |

|  | 0.00 % |

|  | 59.90 % |

|  | 40.10 % |

##### Distrito 3: Ciudad Juárez
|  | 23.48 % |

|  | 74.77 % |

|  | 1.74 % |

|  | 0.00 % |

|  | 0.00 % |

|  | 100.00 % |

|  | 0.00 % |

|  | 58.10 % |

|  | 41.90 % |

##### Distrito 4: Ciudad Juárez
|  | 23.51 % |

|  | 75.12 % |

|  | 1.35 % |

|  | 0.00 % |

|  | 0.03 % |

|  | 100.00 % |

|  | 0.00 % |

|  | 54.80 % |

|  | 45.20 % |

##### Distrito 5: Guerrero
|  | 15.25 % |

|  | 84.23 % |

|  | 0.52 % |

|  | 0.00 % |

|  | 0.00 % |

|  | 100.00 % |

|  | 0.00 % |

|  | 45.69 % |

|  | 54.31 % |

##### Distrito 6: Camargo
|  | 21.76 % |

|  | 76.27 % |

|  | 1.96 % |

|  | 0.00 % |

|  | 0.00 % |

|  | 100.00 % |

|  | 0.00 % |

|  | 45.50 % |

|  | 54.50 % |